# Sainte-Marie-de-Gosse

Sainte-Marie-de-Gosse este o comună în departamentul Landes din sud-vestul Franței. În 2009 avea o populație de 1.062 de locuitori.

## Evoluția populației
| An        | 1975 | 1982 | 1990 | 1999 | 2006  | 2009  |
| --------- | ---- | ---- | ---- | ---- | ----- | ----- |
| Populație | 765  | 729  | 815  | 878  | 1.016 | 1.062 |